# Rufiniana
Rufiniana (em grego: Ρουφινιάνα; romaniz.: Roufiniana) é uma localidade no Reno Superior, citada pelo astrônomo, historiador e geógrafo Ptolomeu em ca. 150 em sua Geografia (em grego: Γεογραφίκη; romaniz.: Geographíka) como acampamento dos Nêmetes na província romana da Germânia Superior. Os historiadores a localizam geralmente na área entre Speyer e Worms, com uma estação alfandegária romana.
Sua localização mais provável é Eisenberg no Palatinado, onde diversos vestígios indicam a existência de uma forte presença e colonização romana, como uma estrada romana, um vico comercial e mais recentes escavações. A extração de minério de ferro de minérios da Floresta do Palatinado é comprovada.
Alguns pesquisadores localizam Rufiniana na proximidade de Ludwigshafen am Rhein, no distrito atual de Rheingönheim, ao passo que uma identificação isolada com Rouffach (em alemão: Rufach) na Alsácia leva a algumas contradições.